# Eterno agosto
Eterno agosto – debiutancki album studyjny hiszpańskiego piosenkarza Álvaro Solera. Wydawnictwo ukazało się 23 czerwca 2015 nakładem wytwórni muzycznych Airforce 1 Records i Universal Music. Album zawiera 13 utworów. Teksty dotyczą osobistych przeżyć autora. Tematem przewodnim płyty jest miłość oraz rozstania. Nie brakuje wspomnień dotyczących zabaw z przyjaciółmi („Tengo un sientimento”) czy tekstów poważniejszych, jak „El camino”.
Promocję Eterno agosto rozpoczęto w kwietniu 2015 roku, wraz z premierą pierwszego promującego singla – „El mismo sol”. Kompozycja spotkała się z dobrym przyjęciem w Europie, m.in. zajęła 1. miejsce w Polsce, Szwajcarii i we Włoszech. Pod koniec sierpnia 2015 wydano wersję spanglish przeboju „El mismo sol” w duecie z Jennifer Lopez. 31 sierpnia wydany został drugi singel, „Agosto”.
Debiut został wznowiony w 2016 roku poprzez reedycje albumu, która zawiera trzy nowe utwory: „Sofia”, „Animal” oraz „Libre”. Trzecią piosenką promującą wydawnictwo została – „Sofia”. Utwór dotarł na szczyt notowań w Polsce oraz we Włoszech. Czwartym singlem został utwór „Libre”, który został nagrany w trzech wersjach z udziałem trzech różnych wokalistek: Moniki Lewczuk z Polski, Paty Cantú z Meksyku oraz Emmy Marrone z Włoch.

## Listy utworów
| Opracowano na podstawie materiału źródłowego. - Edycja standardowa; 1. „El mismo sol” – 2:59 2. „Tengo un sentimiento” – 3:04 3. „Agosto” – 2:58 4. „Mi corazón” – 3:10 5. „Volar” – 3:01 6. „Esta noche” – 2:48 7. „Esperándote” – 3:16 8. „Lucía” – 3:28 9. „La vida seguirá” – 2:46 10. „Si no te tengo a ti” – 2:55 11. „Que pasa” – 3:10 12. „Cuando volverás” – 3:18 13. „El camino” – 3:07 | Opracowano na podstawie materiału źródłowego. - Edycja rozszerzona; 1. „El mismo sol” – 2:59 2. „Tengo un sentimiento” – 3:04 3. „Agosto” – 2:58 4. „Mi corazón” – 3:10 5. „Volar” – 3:01 6. „Esta noche” – 2:48 7. „Esperándote” – 3:16 8. „Lucía” – 3:28 9. „La vida seguirá” – 2:46 10. „Si no te tengo a ti” – 2:55 11. „Que pasa” – 3:10 12. „Cuando volverás” – 3:18 13. „El camino” – 3:07 14. „El mismo sol” (feat. Jennifer Lopez) – 3:08 15. „El mismo sol (Under the Same Sun)” (feat. Jennifer Lopez) – 3:08 |

## Reedycja albumu i edycja włoska
| Opracowano na podstawie materiału źródłowego. - Reedycja albumu; 1. „Sofia” – 3:30 2. „Animal” – 3:54 3. „Libre” – 3:50 4. „El mismo sol” – 2:59 5. „Tengo un sentimiento” – 3:04 6. „Agosto” – 2:58 7. „Mi corazón” – 3:10 8. „Volar” – 3:01 9. „Esta noche” – 2:48 10. „Esperándote” – 3:16 11. „Lucía” – 3:28 12. „La vida seguirá” – 2:46 13. „Si no te tengo a ti” – 2:55 14. „Que pasa” – 3:10 15. „Cuando volverás” – 3:18 16. „El camino” – 3:07 17. „El mismo sol” (feat. Jennifer Lopez) – 3:08 18. „El mismo sol (Under the Same Sun)” (feat. Jennifer Lopez) – 3:08 | Opracowano na podstawie materiału źródłowego. - Edycja włoska (2016); 1. „Sofia” – 3:30 2. „Animal” – 3:54 3. „Libre” (Italian version) (feat. Emma) – 3:51 4. „El mismo sol” – 2:59 5. „Tengo un sentimiento” – 3:04 6. „Agosto” – 2:59 7. „Mi corazón” – 3:11 8. „Volar” – 3:01 9. „Esta noche” – 2:49 10. „Esperándote” – 3:18 11. „Lucía” – 3:28 12. „La vida seguirà” – 2:47 13. „Si no te tengo a ti” – 2:56 14. „Que pasa” – 3:12 15. „Cuando volverás” – 3:18 16. „Sonrio (La vita com’è)” (wraz z Maxem Gazzèm) – 3:49 17. „El camino” – 3:07 18. „Sofia” (acoustic version) – 3:30 19. „El mismo sol” – (Under the Same Sun) (feat. Jennifer Lopez) – 3:08 20. „Sofia” (OOVEE Remix) – 3:44 |

## Notowania
| Lista (2015–17)                               | Najwyższa pozycja |
| --------------------------------------------- | ----------------- |
| Austria (Ö3 Austria Top 40)                   | 6                 |
| Belgia (Ultratop 200 Albums, Flandria)        | 68                |
| Finlandia (Suomen virallinen lista – Albumit) | 50                |
| Francja (Top Albums)                          | 79                |
| Hiszpania (PROMUSICAE)                        | 25                |
| Holandia (MegaCharts)                         | 36                |
| Niemcy (Offizielle Top 100)                   | 5                 |
| Polska (OLiS)                                 | 1                 |
| Szwajcaria (Alben Top 100)                    | 1                 |
| Włochy (FIMI)                                 | 1                 |

| Lista (2016)                     | Najwyższa pozycja |
| -------------------------------- | ----------------- |
| Szwajcaria (Schweizer Hitparade) | 17                |

## Certyfikaty i sprzedaż
| Kraj                      | Certyfikat       | Sprzedaż |
| ------------------------- | ---------------- | -------- |
| Austria (IFPI Austria)    | złota płyta      | 7 500+   |
| Niemcy (BVMI)             | złota płyta      | 100 000+ |
| Polska (ZPAV)             | diamentowa płyta | 100 000+ |
| Szwajcaria (IFPI Schweiz) | złota płyta      | 10 000+  |
| Włochy (FIMI)             | platynowa płyta  | 50 000+  |